# Antoni Rubio i Reverter
Antoni Rubio i Reverter (Esplugues de Llobregat, 1978) és un filòleg, professor, periodista i escriptor català. Crescut a la ciutat de València des dels cinc anys d'edat, ha estat redactor, columnista i col·laborador en mitjans tan diversos com El Mundo, El Temps, L'Informatiu, Las Provincias, Ràdio 9 o Cadena SER.
L'any 2022 va publicar Valencianisme líquid, un assaig on analitza la transformació ideològica de Compromís d'ençà que formà part del govern de Botànic i fa una anàlisi històrica del nacionalisme valencià que ha rebaixat la reivindicació sobiranista, ha renegat del nom de la llengua i del país i ha acceptat el marc mental hispanocèntric.

## Obra publicada
- Antoni Rubio i Reverter; Héctor Sanjuan i Pons. Del sud. El País Valencià al ritme dels Obrint Pas.  Barcelona: Mina, 2007. ISBN 84-96499-75-8.
- Black Friday.  Carcaixent: Sembra Llibres, 2017. ISBN 978-84-16698-17-2.[4]
- Antoni Rubio i Reverter; Carles Durà i Herrero. La taca.  València: Tabarca, 2021. ISBN 978-84-8025-525-7.
- Valencianisme líquid. València: Edicions Tres i Quatre, 2022. ISBN 978-84-17469-45-0[5][6]